# AirHelp
AirHelp é um serviço online que permite aos passageiros de companhias aéreas solicitar compensação por cancelamentos, atrasos ou overbookings de voos.
O foco inicial da empresa foi a Europa, onde utiliza o Regulamento Europeu nº 261/2004 para obter a compensação que o passageiro tem direito em caso de recusa de embarque, cancelamento ou atraso longo de voos. Contudo, desde 2020, a AirHelp ampliou os seus serviços e também atende passageiros nos EUA, Canadá, Brasil, Turquia e Ásia.
A AirHelp já ajudou mais de 2,7 milhões de passageiros a receber compensação por disrupção de voos, tornando-se uma das principais empresas de serviços de reivindicação de compensação do mundo.

## História
A AirHelp foi fundada em janeiro de 2013 por Henrik Zillmer. No seu primeiro ano, a empresa lançou sites em oito países e cinco idiomas.
Em março de 2014, a AirHelp graduou-se no prestigiado programa acelerador de startups Winter Class da Y Combinator em Vale do Silício. Dois meses depois, em maio de 2014, a empresa venceu o Spark Award por inovação na primeira edição da Collision Conference em Las Vegas, destacando-se entre mais de 500 candidatos. No mesmo ano, a AirHelp foi eleita Melhor Startup Dinamarquesa do Ano pelo Nordic Startup Awards.
Em outubro de 2015, a AirHelp lançou a primeira edição da AirHelp Score, um sistema de classificação que avalia as principais companhias aéreas do mundo com base no desempenho de pontualidade, opinião dos clientes e processamento de compensações.
Em agosto de 2016, a AirHelp angariou 12 milhões de dólares em investimento na Série A, com investimentos da Khosla Ventures e de Evan Williams, cofundador e ex-CEO do Twitter.
Em janeiro de 2017, a empresa lançou a AirHelp+, um programa de subscrição que garante aos passageiros elegíveis 100% da compensação. Em março do mesmo ano, a AirHelp introduziu Herman, o primeiro assistente jurídico com inteligência artificial, projetado para agilizar o processamento de pedidos de compensação em larga escala.
Em janeiro de 2018, a AirHelp foi cofundadora da APRA (Association of Passenger Rights Advocates), uma organização dedicada a promover os direitos dos passageiros globalmente. Mais tarde, em novembro de 2018, a empresa recebeu o Launch People’s Choice Award na Phocuswright Conference.
Em julho de 2019, a AirHelp expandiu actividade para o Brasil, permitindo assistir passageiros sob o regulamento ANAC 400.
Em 2020, durante a pandemia de COVID-19 e a quase paralisação total das viagens aéreas, a AirHelp continuou a defender os direitos dos passageiros, especialmente em relação a reembolsos em dinheiro por voos cancelados. Em setembro de 2020, a empresa passou a oferecer o plano Complete para membros AirHelp+, incluindo acesso a salas VIP em casos de atraso de voos.
Em março de 2021, a AirHelp obteve uma vitória histórica no Tribunal de Justiça da União Europeia, confirmando o direito dos passageiros à compensação por interrupções causadas por greves de funcionários da companhia aérea. Em agosto de 2021, a empresa ampliou seu suporte ao cliente, oferecendo atendimento via chat 24/7. Nesse ano, a AirHelp fechou uma ronda de 9 milhões de dólares em ações preferenciais da Série B-2. As principais inversões foram feitas por NE II Feeder Société en commandite spéciale, TempoCap, MyCo Aps, H14 S.p.A. e Nordic Eye.
Em maio de 2022, a AirHelp publicou o primeiro Guia de Direitos dos Passageiros Aéreos. Em agosto de 2022, a empresa lançou o primeiro seguro para voos atrasados ou cancelados para alguns membros AirHelp+.
Em julho de 2023, a AirHelp passou a auxiliar passageiros sob o regulamento SHY Passenger da Turquia. No mês seguinte, lançou um produto de seguro de bagagem para bagagens perdidas ou atrasadas, disponível para membros selecionados da AirHelp+. Em outubro de 2023, anunciou que já havia pago compensação a 2 milhões de passageiros. Em novembro de 2023, fez parceria com a One Tree Planted para plantar uma árvore a cada 100 voos interrompidos. Em 2023, a AirHelp recebeu o Prémio Alemão de Serviço do DISQ (Deutsches Institut für Service-Qualität GmbH & Co. KG) e da ntv Nachrichten.
Em abril de 2024, a AirHelp introduziu dois novos níveis de subscrição AirHelp+: Smart e Pro. Em junho de 2024, a empresa passou a assistir passageiros cobertos pelo regulamento aéreo da Arábia Saudita. Em 2024, a AirHelp foi reconhecida como um dos Most Loved Workplaces pelo Best Practice Institute, e recebeu o Deutsche Kunden Award de melhor relação preço/desempenho do DtGV – Deutsche Gesellschaft für Verbraucherstudien mbH.
Em março de 2025, a AirHelp garantiu um significativo investimento minoritário da Abry Partners. No mês seguinte, celebrou a marca de mais de 10 milhões de clientes AirHelp+. Em maio de 2025, a AirHelp lançou a AirHelp Flight & Claim Tracker, um aplicativo móvel para simplificar o acompanhamento de compensações pelos usuários. Em 2025, a AirHelp foi novamente certificado como um Most Loved Workplace pelo Best Practice Institute, classificou-se em 18º no Top 100 Global Most Loved Workplaces da Newsweek, e foi eleito Melhor Provedor de Serviços de Compensação de Voos pelos Spanish Business Awards.
Em maio de 2025, a AirHelp lançou um novo produto de seguro para proteger membros AirHelp+ de conexões perdidas devido a atrasos ou cancelamentos prévios.

## Serviços

### Legislação
A AirHelp utiliza cláusulas do Regulamento (CE) nº 261/2004 na Europa e outros regulamentos locais de direitos dos passageiros, tais como UK261 no Reino Unido, ANAC 400 no Brasil, regulamentos de proteção ao passageiro no Canadá, Montreal Convention nos EUA, SHY Passenger na Turquia e PRPR na Arábia Saudita, para ajudar passageiros a obter compensação.

### Avaliação inicial
A elegibilidade dos viajantes é inicialmente determinada através de formulário web ou aplicativo móvel, sem custo. Se a AirHelp verificar que o passageiro tem direito à compensação, cobra uma taxa somente em caso de sucesso na obtenção do valor.

### Acordo extrajudicial vs. ação legal
Quando a companhia aérea se recusa a chegar a um acordo, a AirHelp e os seus advogados podem iniciar ação judicial. Em várias ocasiões, essas ações levaram tribunais a esclarecer questões legais sobre os direitos dos passageiros.

### Associaçãa AirHelp+
AirHelp+ é o programa de subscrição anual que auxilia passageiros em caso de interrupções de voo. Os membros não pagam taxas quando a AirHelp obtém as suas compensações. Também recebem benefícios adicionais, acesso a salas VIP em atrasos e até €400 em seguros para interrupções de voo, bagagem atrasada ou perdida e conexões perdidas.

### Tecnologia
Para fundamentar as reivindicações, a AirHelp compila informações de múltiplos bancos de dados para verificar as circunstâncias da interrupção de voo, uma jornada contínua para o cliente e que a empresa esteja no topo, com uma taxa de sucesso alta, ganhando os processos dos passageiros aéreos. A empresa também usa Inteligência Artificial para verificar a elegibilidade dos passageiros em relação ao motivo alegado pela companhia aérea em caso de recusa de compensação, frequentemente atribuído a condições meteorológicas. As companhias, então, devem comprovar que a interrupção foi causada por condições climáticas.
A AirHelp foi uma das primeiras a adotar automação de processos avançada e Inteligência Artificial, relatando ter quatro bots que auxiliam nas reivindicações: "Herman", "Lara", "AgA" (que analisa todas as solicitações iniciais) e "Docky" (que solicita automaticamente documentos adicionais aos passageiros).

## Classificações globais de companhias aéreas
Desde 2015, a AirHelp publica anualmente um relatório global de rankings de aeroportos e companhias aéreas. Os aeroportos são classificados de acordo com o desempenho de pontualidade (60%), a qualidade do serviço (20%) e a oferta de comida e lojas (20%), enquanto as companhias aéreas são ranqueadas em pontualidade, qualidade de serviço e processamento de reclamações.

A AirHelp utiliza seus próprios bancos de dados, fornecedores comerciais e pesquisas com passageiros para compilar os dados dos seus relatórios. Com base na AirHelp Score, o Bloomberg News publicou sobre as melhores e piores companhias aéreas e aeroportos do mundo em 2024 e 2025. As classificações da AirHelp também foram utilizadas por outros veículos, como MSN, Yahoo Life e New York Post. Em junho de 2025, a AirHelp tinha avaliação de 4,6 / 5 no Trustpilot, classificado como Excelente.